# 가면라이더 키바의 등장인물
가면라이더 키바의 등장인물에서는, 특수 촬영 텔레비전 드라마 가면라이더 키바, 및 그 관련 작품에 등장하는 캐릭터에 대해서 기술함.

## 현대파트(2008년)의 등장인물
쿠레나이 와타루 (紅 渡 / くれない わたる) / 가면라이더 키바
연기자- 세토 코지 (한국성우:서원석)
20세. 본작의 주인공. 연주가 의 사이에는 숨겨진 민완이라고 칭해지는 바이올린 장인으로, 아버지 ·오토야가 남긴 명기 「블러디·로즈」를 넘는 바이올린을 만들기 위해서 시행 착오를 되풀이하고 있다. 오토야는 모르지만, 어머니 (마야)로부터는 「마음 깨끗하게 성실한 인간이었다」라고 들어서 자라고, 동경의 생각을 품고 있다.
심약해서 낯가림이 격렬하게, 평소는 양관에 틀어박혀 있기 때문에, 일은 시즈카가 알선한다고 하는 형으로 성립하고 있다. 의심스러운 행동을 취하는 것도 많아， 이웃의 주민에게서는 「도깨비 다로」라고 불려 괴짜 취급 당하다 있다. 사람과 상대하는 기회가 적었기 때문인지 감정의 납득함이 격렬하게, 실연으로조차 아주 기분이 좋아지거나, 반대로 마음이 상처받으면 즉시 몹시 우울해져버린다. 또 상대에의 신경을 쓴 발언이, 반대로 반대로 될 것도 있다.
오토야와 마야의 사이에 태어난 인간과 팡가이어의 하프로, 마야에게서 「황금의 키바」의 갑옷과 캐슬 드란을 주시고 있다. 높은 잠재 능력에 더해 「사람의 마음의 음악」을 알아 들어서 거처를 밝혀 내는등, 초인적인 힘을 숨기고 있지만, 와타루자신은 그것이 특수한 힘인 것을 인식하고 있지 않고, 싸움도 「블러디·로즈」에 오토야가 담은 기도를 따라서 본능적으로 가고 있는 것만으로, 왜 자신이 팡가이어와 싸우는 것일지는 본인도 알지 않고 있었다. 그러나, 밖의 세계와 관계되는 것으로 그 엄격함에 노출되면서도, 싸움이나 메구미, 나고들과의 교류를 통해서 인간적으로 조금씩 성장, 나중에 「사람의 음악을 지키고 싶다」라고 하는 오토야의 생각과 자기 자신의 희망을 자각, 확고한 신념의 밑에 싸우러 자신을 투입하는 것이 된다.
당초는 자신의 출신경위를 몰랐지만, 뒤에 타이가로부터 어머니와 자신의 정체에 대해서 들어, 그 입장부터 양쪽종족의 공존을 기대하고, 푸른 하늘의 모임의 멤버에게 사실을 고백한다. 한때는 적대시되나, 시마가 다시 생각한 것에 의해 모임이 정식인 협력자가 되었지만, 사랑하는 미오를 못쓰게 만들었다 (과 깊이 생각했다) 것으로 다시 절망해버린다. 그것을 염려한 다음늑대의 손으로 과거에 날려진 것으로 오토야와 접촉, 그가 문자 그대로 목숨을 깎아서 싸우는 모습을 보아서 정신적으로 큰 성장을 이뤘다. 그 후는 변신하지 않더라도 팡가이어를 쓰러트리고 눈빛만으로도 적을 위압하여 전의를 상실시켜 등, 신체능력도 대폭 향상하고 있다. 현대에 귀환 직후, 돌연 성격이 표변하고, 새로운 킹을 자칭한다. 그러나, 그것은 본래의 킹인 타이가의 목숨을, 킹의 자리를 바라는 팬 가이아로부터 지키기 위해서이었다.
아소 메구미 (麻生 恵 / あそう めぐみ)
연기자-야나기사와 나나 (한국성우:김성연)
1987년12월 29일생(산양 자리)의 21세. 현대편의 히로인. 팡가이어헌터조직 「훌륭한 푸른 하늘의 모임(줄여서 청공회)」의 일원으로, 평소는 모델을 하고 있지만, 정식집의 정식을 좋아한다. 팡가이어버스터라고 말하는 소형의 석궁형의 무기를 사용한다.
사교적 동시에 억척스러운 성격으로, 안에 틀어박히는 경향이 있는 와타루를 보아 책망해 사회에 나가도록 자주 질타한다. 와타루에 관해서는 당초는 「너」라고 부르지만, 그 후는 보통으로 「와타루군」이라고 이야기하고 있다. 어머니의 유리를 존경하고, 헌터로서 그녀의 유지를 이어받자고 노력을 거듭하고 있어, 그 생각으로부터 자신의 정의 때문에 자신의 부모를 침착하게 죽어 쫓아 보낸 나고를 기분 좋게 생각하지 않고 있다 (단지 해 실력은 평가하고 있다). 미쯔히데라고 하는 남동생이 접고, 본래는 그가 백합의 뒤를 이어받아 헌터가 될 것이었지만, 싸우는 의사가 없었던 남동생을 대신해 헌터가 되었다. 그 때문에, 「어머니의 뒤를 이어받는다」라고 하는 전사로서의 의식은 대단히 강하게, 이크사시스템의 착용을 바라고 있다.
종반, 시력저하에 의해 전의상실한 나고를 설득해 재활훈련시킨다. 그리고 나고가 필사적인 모습을 재인식. 비숍과의 사투한 끝에 맺어져, 그 후 결혼한다.
나고 게이스케 (名護 啓介 / なご けいすけ) / 가면라이더 이크샤
연기자-카토 케이스케 (한국성우:박성태)
22세. 「훌륭한 푸른 하늘의 모임」의 멤버로, 팡가이어에 한하지 않고 온세계의 범죄자를 쫓아서 현상금을 벌고 있는 바운티·헌터. 얻은 상금은 전액 풍족하지 않은 어린이들에 기부하고, 그 대신에 붙잡은 상금목의 의복으로부터 반드시 버튼을 훔쳐서 보존한다. 「- 세요」가 입버릇으로 변신시의 대사는 「그 목숨, 신에게 되돌려주세요! 」.
자신이 「죄」로 간주한 존재를 결코 용서하지 않고 직면하는 정의감의 주인이지만, 그 「죄」의 기준은 대단히 주관적이어서, 어떤 사소한 틀림일 것이다라고 고의·과실 관계없이 부정한다. 그 신념으로부터 의원이었던 아버지로조차, 얼마 안된 서류상의 미스를 오직으로서 고발해서 자살에 몰아넣은 과거가 있어, 그 때의 아버지와의 충돌이 버튼을 수집하는 행동에 연결된다.
일견하면 강하게 고결한 인물이며, 와타루나 겐고에게서도 「선생」이라고 사모 받은 정도이지만, 사실은 「약한자 위에 서서 기분 좋아지고 싶은 것만큼」이라고 메구미에게 지적되게, 대단히 은근 무례한 면이 있어, 자신보다 약하다고 본 사람은 내려다보는 경향이 있다. 다른 사람의 가치관을 결코 인정하지 않고, 자신의 정의와 힘이야말로가 절대라고 믿고, 그것을 무너뜨려지면 극단적으로 평정을 잃는 못된 버릇이 있어, 와타루에게서도 한시기 거리를 두어지고 있었다. 또, 지나치게 성실한 성격 때문에 술이나 음악등의 오락물을 싫어하고 있어, 다소 세상의 상식으로부터 벗어난 행동을 하기도 하고, 연애 경험도 없었다. 그러나 푸른 하늘의 모임존속의 위기에 빠졌을 때 지로에 의해 1986년에 데리고 가져, 과거로 만난 오토야를 감화된 것으로 마음에 여유가 생기고, 조금씩 조금씩 온후해서 김이 좋은 성격이 되어 가는 동시에, 자신에게서 일시적이다고는 해도 이크사의 장착권을 빼앗은 겐고나, 팡가이어로 되어버린 시마에 대하여도 그 몸을 염려하는등, 다른 사람에도 눈을 돌리게 되어 갔다.
당초는 키바를 「인류의 적」이라고 생각하고, 심한 적대 마음속으로부터 비겁한 손을 사용해도 쓰러뜨리자고 획책하고 있었지만, 후의 상기의 심경의 변화에게서, 와타루가 황금의 키바인 것이나 그 출신경위를 알았을 때도 「그라면 인류의 적이 되는 걱정은 없다」라고 와타루를 믿는 것을 선택하고, 함께 싸우는 것이 된다. 그 후, 시마의 의사를 이어받아 「푸른 하늘의 모임」을 이상의 조직으로 하려고 하고 있었지만, 비숍으로부터 메구미를 두둔했을 때의 상처에 의해, 시력저하의 징후가 나타나기 시작한다. 그러나, 메구미의 서포트에 의해 비숍을 격파하면, 그것이 회복. 메구미의 다정함에 접촉해서 맺어진다.
노무라 시즈카 (野村 静香 / のむら しずか)
연기자-고이케 리나 (한국성우:서유리)
14세. 와타루에게 바이올린을 배우기 위해서 그가 사는 양관에 드나드는 중학생. 누구에 대하여도 확실하게 말을 하는 견실한 사람. 「와타루의 어머니」를 자칭하고, 매우 붙임성이 없는 와타루를 사회에 친숙해지게 하자고, 바이올린 장인으로서의 일을 알선하는등 적극적으로 돌보아 주고 있다. 매우 와타루를 배려하는 너무나 조금 과보호인 면이 있어, 그것을 메구미에게 지적되었을 때에는 눈물 짓는등, 참 모습은 나이상응의 소녀다. 또, 상당히 질투가 심하다. 키바나 팡가이어는 모르지만, 키밧트의 존재는 인지하고 있어, 돌연 드러난 타츠로트도 선선히 받아들이고 있다.
사실은 드럼이 특기라고 하는 숨겨진 일면을 가지고 있어, 와타루와 함께 겐고의 밴드 「이케멘즈」에 가입했을 때는 드러머로서 겐고에게도 절대로 보증된 적이 있다.
에리타테 켄고 (襟立 健吾 / えりたて けんご)
연기자-구마이 코헤이 (한국성우:백승철)
21세. 메이저 데뷔해 「음악으로 사람을 진진시킨다」 것을 꿈꾸는 로큰롤러. 말투는 간사이사투리 (단지 해 출신은 도쿄에서, 간사이사투리는 수줍어한 자신의 근본의 성격을 감추기 위해서 익힌 것)로, 특기요리는 일본식 지지미. 밴드 「이케멘즈」를 결성해 한결같이 꿈을 계속해서 쫓고 있었지만, 그 강제적임에 정떨어지게 한 것 타의 밴드 멤버에게 도망칠 수 있어서 곤란하고 있었다. 나중에 록에 흥미를 가진 와타루를 만나고, 의기투합해서 친구가 된다. 덧붙이자면 파트는 기타리스트 (「이케멘즈」가입시에는 와타루를 베이스 담당으로 했다).
생각하는 것 보다 먼저 그자리의 감정으로 움직여버리는 타입으로, 그것에 의해 강행 동시에 자기중심적인 언동도 많다. 그러나 흥분이 진정되면 사려 분별을 분별한 행동을 반드시 할 수 있고, 사실은은 마음씨가 좋은 호한이다. 또 음악에 거는 정열은 와타루에게도 승부에 지지 않을 만큼 강하게, 그것 때문에 장르야말로 틀리지만 와타루의 팔이나 꿈에 대해서도 높은 평가를 하고 있다.
자신이 좋다고 생각한 것을 무엇이든지 록에 억지 써서 해석하는 버릇이 있어, 황금의 키바 나 나고=이크사에 목숨을 구제된 것으로 그들을 멋대로 숭배하고, 나고에 억지로 제자가 된다. 그 인연에서 「훌륭한 푸른 하늘의 모임」의 잠정 멤버가 되었지만, 시케이더팡가이어와 싸우다가 팔에 부상을 입어 기타를 여물어서 터지지 않게 되고, 그것을 숨기자로 한 와타루나 자신에게 관심을 보이지 않고 뿌리친 나고와도 절교해버린다.
절망해 쓰러져 울고 있었던 바를 시마에게 주워져, 전사로서의 훈련을 받아 나고이상의 전투 능력을 획득. 정식인 푸른 하늘의 모임의 멤버가 되었지만, 그 성격은 이전과는 돌변하고, 배타적 동시에 호전적이다가 되어버린다. 나중에 나고를 대신해서 일시적으로 이크사의 장착자가 되었지만, 전사로서 자제심이 없었던 점 때문에 자격을 박탈당해버린다. 그것에 의해 자기의 행동을 반성하고, 머리 모양이외는 이전의 태도에 되돌아가고, 나고와 함께 와타루를 구하자로 한다. 이크사의 장착권을 나고에 돌려주고나서는, 한번 더 기타를 튀기기 위해서 재활훈련을 계속하고 있어, 종반에서는 대단히 회복하고 있다.
키밧트배트3세 (キバットバットIII世)
성우-스기타 토모카즈 (한국성우:임경명)
키밧트족의 명문·키밧트밧토가의 삼대째를 자칭하는 박쥐의 몬스터. 통칭키밧토. 기본 컬러는 금빛. 와타루에게 달려 드는 것으로 키바로 변신하는 힘을 준다. 평소는 바이올린형의 둥우리 상자 안(속)에 있다. 「키밧!하고 가자고!」지만 정해 대사.
사람의 머리정도의 사이즈이지만, 암즈몬스터에는 「어둠의 굳은 약속」을 잇게 해서 봉하고, 거대한 도 난 족 몬스터를 봉인의 주술에서 사역하는등 그 힘은 미지수. 전투시에는 암즈몬스터나 와타루 자신의 활성화한 마황력의 폭주를 막기 위해서, 키밧트 벨트로부터 마황력의 제어를 하는 역할을 다한다. 또 맹스피드와 날카로운 손톱을 살려서 백병전도 처리하고, 때로는 벨트로부터 떨어져서 스스로 팡가이어에 싸음을 건다. 더욱 휏슬을 불어 울리거나 무기에 달려 들거나 하는 등, 키바의 전투에 있어서는 없으면 안 되는 존재.
젠체하는 사람이지만 나쁜 성격이 아니고, 기본적으로 경쾌하고 재치가 있는 말투로 장소를 누그러지게 한다. 와타루에 있어서는 완전히 어렵게 여기지 않고 자유롭게 회화를 할 수 있는 얼마 안된 상대이며, 주로 목욕탕에서 자주 이야기에 열중하고 있다. 유럽의 예술문화에 자세하고, 매회 아방타이틀의 나레이션에서 깊은 지식을 보여 주고 있다. 본인은 특히 「그리는 초상화의 목이 길어서 씹기 쉬울 것 같다」라고 할 이유로 아메데오 모딜리아니의 그림을 좋아한다. 또, 때로 애니메이션의 인물이나 저명인의 대사를 인용 하기도 한다. 몬스터에게는 전에 없이 인간에 대하여는 남돕기를 좋아해서, 와타루나 시즈카와도 사이가 잘 메구미도 「모딜리아니의 누나야」로서 좋아하고 있지만, 원래 팡가이어에 시중드는 키밧트밧토가가, 인간의 편들고 있는 이유는 불명.
마황룡타츠로트 (魔皇竜タツロット)
성우-이시다 아키라 (한국성우:박서진)
소형의 드란족 몬스터 「고루디·와이반」을 기초로 한, 황금의 용의 개조 몬스터. 키바의 갑옷을 구속하는 모든 봉인의 쇠사슬·가테나를 풀고, 키바를 황금의 키바에 파이널 웨이크 업(궁극 각성)시키는 금단의 열쇠로서의 역할을 다한다. 캐슬 드란의 안에서 자고 있었지만, 키바의 적격자인 와타루의 감정의 고만에 호응해서 각성. 그 후는 키밧트와 함께 와타루의 집에 얹혀살고 있다. 타츠로트 휏슬에 의해 소환할 수 있지만, 타츠로트본인의 의사로 멋대로 나오는 적이 많다. 따라서 암즈몬스터와 다르고, 키바와 키밧트가 휏슬을 불 수는 없는 상황이라도 키바의 곳에 날아들 수 있는다. 「변신!」 또는 「텐션, 포르티시모!」가 정해 대사.
전투시는 엠페러 키바(황금의 키바)의 왼 팔에 출현했다진홍의 홰·파워루스토에 멈추고 있지만, 꼬리 부분의 암즈몬스터에 의해 몬스터암즈에 커넥트 하는 것도 가능. 등에는 특수한 회전반·임페리얼 슬롯이 장비되고 있어, 키바가 두부의 뿔·혼 트리거를 당기는 것으로 슬롯을 회전, 출현한 도안에 의해 키바나 몬스터암즈의 어느 것인가에 증폭 마황력을 주입하고, 강화 필살기·피버 기를 발동시키는 것이 가능. 또, 구내에 있는 총구·마우스마즈루로부터는, 7000도의 고열화염이나 증폭 마황력에 의한 에너지 탄알을 발사한다. 또 등장시에는, 키밧트를 아득하게 견디어 내는 고속으로 비상 하고, 양 날개·타츠로트윙로 적을 자르는 기법· 타츠로트커터에 의해 키바를 서포트한다.
다른 사람에 대하여는 항상 존대어에서 이야기하지만, 항상 하이텐션한 방정꾸러기. 키밧트같음인간에 대하여도 호의적이어서, 와타루와는 키밧트와 함께 목욕탕에서 자주 이야기에 열중하게 된다.

## 과거파트(1986년)의 등장인물
쿠레나이 오토야 (紅 音也 / くれない おとや) / 가면라이더 이크사 (과거편)/ 가면라이더 다크키바 (과거편)
연기자-타케다 코헤이 (한국성우:박서진)
23세. 1963년10월 8일생. 과거편의 주인공으로 와타루의 아버지. 음악과 여성을 사랑하는 천재 바이올리니스트. 그 바이올린의 팔은 압도적이어서, 듣는 사람 모두의 마음을 사로잡는다. 성격은 기자 동시에 한이 없는 자신가이며, 여성을 보면 분별 없고 말을 건다. 또 매일 저녁 호유해서는 자신의 연주를 들려줘서 대금을 떼어먹는다고 하는, 대단히 엉터리인 사생활을 보내고 있어, 다른 사람에게 폐를 끼쳐도 아랑곳없음, 자신의 욕망에 살아 있는 분방 동시에 무책임한 남자. 그러나 진지하게 반한 여자나 음악에 대하여는 진지해서, 「사람의 마음은 음악을 연주하고 있다」라고 이야기하고, 음악을 모독하는 사람에게는 심한 분노를 보여준다. 또, 팡가이아와의 우연히 만남하더라도 대사한 것 때문에 완전히 질리지 않고 직면하는 강한 마음도 가진다. 커피와 실 곤약이 서툴러서, 헤엄칠 수 없다.
우연히 만남한 유리에 반해, 끈질기게 설득하지만 완전히 상대로 되지 않는다. 그러한 가운데, 팡가이어나 「훌륭한 푸른 하늘의 모임」의 존재를 알고, 유리의 곁에 있고 싶지만 때문에 푸른 하늘의 모임에의 입회를 희망하나 실패. 그러한 가운데, 지로의 정체와 야망을 알고, 유리를 지키기 위해서 단신 싸음을 건다. 그의 상냥함은 유리의 마음을 열리게 되고, 유리의 마음이 멀어진 것으로 그녀의 전부터 떠났다 지로에 바뀌어 훌륭한 푸른 하늘의 모임의 이크사의 장착자가 된다. 또, 지로와는 강한 우정으로 맺어진다.
뒤를 만난 마야와 깊게 서로 사랑하는 것이 되고, 함께 최고의 바이올린 「블러디·로즈」를 제작. 그러나 그것에 분개한 킹에게 목숨을 노려지는 것이 되고, 스스로도 그에게서 지로들이나 마야·타이가 부모와 자식을 구하기 위해서 싸우는 것이 된다. 그리고 키밧트II세의 힘을 빌려 다크키바로 변신하고, 그것에 의해 라이프 에너지를 잃으면서도 강인한 정신력에서 목숨을 잡고, 시공을 넘어서 드러난 와타루와 함께 싸우고, 겨우 승리한다. 그 후 마야와의 사이에 와타루를 마련하고, 지로들에게 와타루를 지키게 맡긴 후, 목숨이 떨어져서 사망한다.
그 성격상, 그에 의해 인생을 미치게 된 인간도 있으면개심하는 팡가이어 도 있는등, 좋고 나쁨은 별도로 하고, 그 존재가 주위의 인물에게 어떠한 영향을 주고 있다. 이것들은 연쇄적으로 22년후의 자신의 아들의 와타루에 전해지고, 그의 성장의 요인이 되고 있다.
한 번 현대에 있어서 와타루의 몸에 오토야의 혼이 근거한 적이 있었지만, 과거에 킹과의 싸움의 즈음, 와타루를 만나고 있는에도 불구하고, 근거하고 있는 와타루를 모르거나고 모순되는 면이 있다.
아소우 유리 (麻生 ゆり / あそう ゆり)
연기자-타카하시 유우 (한국성우:이명희)
20세. 과거 편의 히로인으로, 뒤에 메구미의 어머니가 된다. 「훌륭한 푸른 하늘의 모임」에 소속하는 팡가이어 헌터이며, 평소는 「카페·마루·담루」의 웨이트레스를 하고 있다. 육신이면서 팬 가이아에 과감하게 도전해　이크사완성이전은 대 팡가이어 최강의 전사로 사벨장의 무기·팡가이어　스레이야를무기에 싸운다. 이크사시스템의 개발자이었던 어머니의 꼭두서니를 루크에 죽음을 당하고 있어, 그것에 의해 이크사를 장착해서의 팡가이어 토벌을 강하게 기대하지만, 이크사의 롤아웃후는 시스템의 부작용으로부터 장착자에게는 뽑히지 않았다. 남자못지 않은 어조로 직무에 대하여는 대단히 스토익하지만, 마음 상냥한 여성. 생후 몇개월의 불맨에게조차 가까이 하지 않을 만큼의 개싫어함이었지만, 종반에서 극복. 또 루크의게 되면 냉정함을 잃고, 주변이 보이지 않아질 것이 있다.
임무중에 우연히 만난 오토야에 반할 수 있어서 항상 따라다녀져, 당초는 방종한 오토야를 싫어해서 항상 차게 대접할 뿐에서 지로의 강함에 마음 끌어져, 그의 정체를 모른 그대로 연인관계가 되었다. 그러나 그 후 오토야의 다정함에 끌려, 그녀의 마음은 오토야에 옮겨가고, 그 정체를 안 지로와 헤어져 오토야와 교제·동거를 시작한다. 나중에 오토야나 암즈몬스터들의 협력으로 루크를 쓰러뜨리는 것에 성공하고, 순풍 만범에 갈 것인가라고 생각되었지만, 오토야가 점차로 팡가이어인 마야에 마음이 변해 가는 상황을 보아서 마음을 휘저어 어지럽혀져, 결국 2명의 거짓말거짓 없는 사랑을 알아서 최후는 스스로 손을 뗐다. 나중에 포목집의 남성과 결혼해 고인이 되지만, 사인등 자세한 상세한 것은 이야기되지 않고 있다 (극중화면에서는 출산후 당분간은 생존하고 있다).
키바트배트II세 (キバットバットII世)
성우-스기타 토모카즈 (한국성우:임경명)
키밧트배트III세의 아버지로, 키밧트배트가의 2대째를 자칭하는 박쥐의 몬스터. 통칭키밧토II세. 기본 컬러는 흑과 빨강. 원래 키밧트밧토가가 팡가이어의 킹, 퀸에게 시중드는 가계이기 때문, 퀸의 목숨에 의해 「어둠의 키바」의 적격자인 킹에게 뒤따라가고, 다크키바로 변신하는 힘을 준다. 입버릇은 「고맙게 생각해라! 」,정해 대사는 「멸종 타임이다! 」. 오토야 가라사대 「박쥐 모도키(짜가 박쥐)」.
쾌활한 아들과는 달라 쿨 동시에 엄격한 성격. 자신의 사명에 목숨을 거는 높은 프라이드를 가지고, 타종족의 몬스터를 내려다보고 있다. 킹, 퀸과는 명확한 주종관계라고 하는 것은 아니고, 특히 마야와는 우정과 같은 것에서 맺어져 있다. 그 때문에, 마야에 대한 킹의 무도한 행동으로부터 그와 배반. 오토야에 어둠의 키바의 힘이 되어 준다.
현대편에서는 「지금까지 본 것이 없는 슬픔」을 보인 타이가를 자격자로서 인정하고, 그에게 어둠의 키바의 힘을 하사한다.

## 현대파트·과거파트 공통의 등장인물
키도 아키라
연기자-키노시타 호카
55세 (과거 파트33세). 「훌륭한 푸른 하늘의 모임」의 집합 장소이기도 하는, 찻집 「카페·마루·담루」의 마스터.
원래 늙어 얼굴이므로 현대·과거 양쪽파트로 모습은 그다지 바뀌지 않고,각각의 차이는 안경만. 시마과는 건강 매니아 동료로, 22년전부터 매일 체 지방율을 재서 경쟁을 하고 있다. 커피의 브랜드의 팔은 일류로, 가루루가 1만엔을 밀어 낼 만큼.　과거 ·현재 파트 통해서 라부라돌·레토리바의 불맨을 기르고 있다.
시마 마모루
연기자-카나야마 카즈히코
팡가이어 헌터의 조직 「훌륭한 푸른 하늘의 모임」을 인솔하는 리더. 55세 (과거 파트33세).
과거 파트에서는 장발. 카페·마루·담루의 단골 손님. 오토야를 높이 평가하고 있어, 「훌륭한 푸른 하늘의 모임」의 일원에 시키려고 스카우트를 하고 있다.현대파트에서는 단발. 과거 파트 정도 마루·담루에는 들르지 않고,대부분의 시간을 스포츠 짐에 틀어박혀서 훈련에 써버리고 있다. (엠페러, 다크)키바에 대하여는 「팡가이어 이상의 위험한 존재」가 될 가능성도 있다고 생각하고 있지만, 현시점에서는 정관하고 있다.

### 암즈몬스타
키바와 함께 팡가이어족을 쓰러뜨리는 사명을 가지는 3명의 몬스터.전원이 팡가이아와는 다른 별도의 종족으로, 키밧트와 달라 평소는 각각 고유의 인간모습을 취하고 있다. 과거 파트(1986년 시점)에서는 서로 협력하면서 인간 사회에 잠복해서 생활하고 있었지만, 그 후 키바에 힘이 되어 주는 것으로 팡가이아를 토벌하기 위해, 에너지 축적 겸 방어 형태인 조상 일부로, 키바의 무기형태의 2개로 변신하는 능력을 반강제적으로 부가되는 「어둠의 약속」을 잇고,캐슬 드란 안에 유폐되는 것이 되었다. 때문에 현재파트에서는 약속을 따르고, 각각 대응한 휏슬에서 소환된 자만이 키바의 싸우는 힘으로서 외출하는 것을 용서되고 있어, 조상모습으로 캐슬 드란으로부터 쏘아져 키바의 눈앞에서 무기형태에 변화되는 것으로　키바를 폼체인지하게 한다. 그들이 과거파트에 등장하고나서, 22년간 유폐되는 것에 이르는 경위의 수수께끼가, 이 작품의 「과거와 현재」를 연결시키는 핵의 하나가 되고 있다.
가루루
연기자-마쓰다 겐지
울펜족 최강의 전사로 해서 최후의 생존인, 푸른 늑대남자. 평소는 와일드한 풍모의 청년의 외견을 취해 지로라는 이름을 자칭한다. 과거 파트에서는 인간 사회에서 생활하고 있었지만, 현대 파트에서는 턱시도를 착용해 캐슬 드란에 유폐되어, 다른 2명과 함께 계속 심심풀이의 게임에 흥겨워하고 있다. 인간보다 후각이 발달하고 있어, 멀리 떨어진 특정한 인간의 냄새도 냄새로 구분해버린다.
기본적으로 태도나 어조는 시원하지만, 마음에 들지 않는 상대에게는 입보다 먼저 손이 나가는 타입. 커피를 아주 좋아하는 음식에서 보통이 아닌 구애되기를 가지고 있어, 입에 맞지 않는 커피에는 결단코 돈을 치르려고 하지 않지만 인정한 커피에는 높은 돈을 태연하게 지불한다.『카페·마루·담루』의 브랜드 커피에 홀딱 반해 단골 손님이 되었다.
본래의 모습은 마계의 몬스터 종족 중 하나인 "울펜족"(늑대인간 일족) 최후의 생존자 가루루. 와일드하며 잘 날뛰는게 문제. 커피를 즐기며, 커피에 대해서 해박하다. 또한 맛없는 커피에는 돈을 낸적이 없다.1986년때는 "오냥코클럽" 특히 "야마모토 SUSAN 쿠미코"의 광팬이었다. 때문에 키도 아키라와는 상당히 친하다.
종족의 부활을 목적으로 훌륭한 푸른하늘회에 가입하고 아소 유리에게 접근했지만, 오토야에 의해 저지된 상태. 27화의 2008년때는 일시적으로 성에서 나와 "어떤 남자와의 약속으로 인해 푸른하늘회를 지켜야 한다."라고 말하고 나고 케이스케를 1986년으로 타임 슬립시켜준다. 35화에서 쿠레나이 와타루 앞에도 나타나 자신을 오토야의 옛 친구라고 소개하며 여러 가지 조언을 해주었다. 또, "네 아버지의 영혼과 함께 널 보고있다."라는 의미심장한 발언을 하기도.
초반부터 등장해서 여러 활동을 한 덕인지 다른 암즈 몬스터인 라몬이나 리키에 비해 비중이 높고 취급도 좋다. 그래서인지 라몬이나 리키에 비해 캐슬 드란에서 나오는 일이 잦다. 또한, 차후 나올 이크사 트리뷰트 앨범에서도 그(정확히는 담당 배우인 마츠다 켄지)의 곡이 수록될 예정. 곡명은 Keep Alive.
41화에서 그가 조상이 된 경위가 밝혀졌다. 위기에 빠진 오토야를 구해주고 "오토야! 도망쳐!"라는 말을 남기고 다크 키바에게 당해버린 것.
46화에서는 캐슬드란에서 나갈수 없는 이유가 밝혀졌다. 캐슬드란의 폭주를 지로들이 성안에 있는 것으로 억제할 수 있다고 생각했기 때문이다. 쿠레나이 오토야가 친구로서 한 약속을 받아들이고 와타루를 도와주기로 해서 암즈 몬스터로서 도와준다.
47화에서 킹이 되겠다고 선언한 와타루에게 오토야는 이런걸 바라지 않았다고 반발하지만, 자신의 앞에서 아버지 이야기를 하지 말라고 격노하는 와타루의 발언에 주춤하게 된다.
캐슬드란 밖으로는 나갈 수 없다고 하지만 지로가 종종 외출(청공회의 위기때 나고 도와주기, 좌절모드 와타루 과거로 보내주기)하는 걸 봐서 일정 시간이나 일정 거리 이내 정도는 나가도 되는 듯하다.
잔밧트 소드의 등장으로 암즈 몬스터로서의 출연은 거의 제로가 되었다. 아니 사실 엠페러 키바에서도 2번밖에 안썼다.
극장판의 스핀오프에서는 조커뽑기에서 져서 말 그대로 개가 되었다.
극장판 초 가면 라이더 덴오 & 디케이드에서도 본인이 등장한다.뭐 애초부터 인간이 아닌 울펜족이니...오래전 과거에 있는 것도 이상한건 아니다...하는 짓 보면 영락없는 가루루...
여담으로, 배우분 마츠다 켄지씨는 가면 라이더 히비키에도 출연했다. 또, 가면 라이더 G에도 게스트 출연. 가면 라이더 디케이드의 키바의 세계편에선 아쉽게도 나오지 않았는데...(가루루 역할에 대역성우로 치바 잇신을 썼기 때문.) 극장판 초 가면 라이더 덴오 & 디케이드에 게스트 출연하고, 히비키편에서는 잔키 역으로 나왔다.
밧샤
연기자-오고에 유우키
머맨족의 최후의 생존인 녹색의 반물고기인.평소는 천진난만한 소년의 외견을 취하고 있다. 현대 파트에서는 세일러복을 입어서 캐슬 드란에 유폐되고 있다.
가면 라이더 키바에서 나오는 등장인물. 암즈 몬스터 3인방 중의 한사람.
팡가이아에 의해 멸종당한 "머맨족"(반어인의 일족)의 마지막 생존자이다.
평상시엔 천진난만한 소년의 모습을 하고 있다. 리키(독가)나 지로(가루루)의 인간체가 아저씨인 것에 비해, 중학생 정도의 모습에 상당히 잘생긴 외모를 하고 있다. 하지만 나이는 무려 127세(과거편 105세).(...)
과거 다크 키바와의 싸움에 지는 바람에, 현대편(2008년)에서는 다른 암즈몬스터들처럼 캐슬 도란에 유폐되어 있다. 순진하고 상냥한 성격으로 「저기저기(ねえねえ)」가 말버릇. 신비로운 소년으로 뭘 생각하지는 알 수 없다. 실은 머리 회전이 빠른 야심가이며, 다른 두 사람의 앞에서나 밧샤폼으로 전투 중에서는 여유가 넘치는 태도를 취한다. 평소에는 가루루, 독가와는 이긴 사람이 일시적으로 성을 나갔다 올 수 있다는 게임으로 대결하고 있다. 무려 성에 있을 때의 복장은 남자 주제에 세일러복(...). 차라리 밖에 나와있는 편이 복장 센스가 훨씬 더 나아 보인다(...) 참고로, 22년이 지났어도 계속 소년의 모습을 하고있다.
과거편(1986년)에서는, 지로과 달리 일족의 운명에 대해서 거의 단념하고 있는 면을 보이며, 팡가이아에게 자신이 살해당해 일족(머맨족)이 완전히 멸종되지 않도록, 인간사회에 녹아들어 리키와 함께 일자리를 전전하면서 눈에 띄지 않게 조용히 생활하고 있었다. 적극적으로 일족 부흥을 목표로 하는 지로를 먼 발치에서 그냥 보고만 있었지만, 서로 비슷한 처지이기 때문인지, 지로가 부탁한 일을 맡아주거나 그의 행동에 충고를 해주기도 했었다.
참고로 배우인 오고에 유키는 가면 라이더 덴오에서 크러스트 이매진과 계약했던 소년역을 맡았었으며, 이때문인지 쿠레나이 오토야를 습격할 때 모모타로스의 대사인 "나 등장."이란 대사를 말했다. (단, 모모의 경우에는 '오레 산죠!'지만, 라몬은 '보쿠 산죠'였다.) 한국판에서는 "이 몸 등장"이라고 덴오의 더빙판에서 모모타로스가 했던 대사를 했다.
극장판 초 가면 라이더 덴오 & 디케이드에 본인이 등장했는데, 역시 개그 일색, 지로와 함께 멍때리다가 류타로스와 같이 노는 것이 전부.
도카
연기자-타키가와 에이지
가면 라이더 키바의 등장인물. 암즈 몬스터 3인방 중의 한사람.
팡가이아에 의해 멸망당한 "프랑켄족"('프랑켄슈타인의 인조인간'의 후예인 일족)의 마지막 생존자.
과거, 다크 키바와의 싸움에서 지는 바람에 현대편(2008년)에선 캐슬 도란에 유폐되었다. 평상시엔 힘세고 키가 큰 남자의 모습을 하고있으며, 성에 있을 땐 연미복을 입고있다. 주로 라몬(밧샤)와 같이 행동하고 있을 때가 많다. 엄청난 괴력을 가지고 있으며, 인간 모습에서도 맨손으로 체스말을 가루로 부스러 트려버릴 수 있다. 참고로, 목을 기울이고 소리를 지르는 버릇이 있다.
다른 두 사람에 비해 그다지 인간사회에 적응하질 못했으며, 인간의 말을 자주 까먹어버리곤 하기 때문인지 거의 애기를 하지 않는다. 어쩌다 가끔씩 말을 해도 말씨가 어째 좀 서투르다. 하지만 성격은 순수하고 다양한 표정을 지을 줄 안다. 인간을 단순한 식료라고 생각하고 있지만, 후에 루크와의 싸움에서 같이 싸워준 쿠레나이 오토야 등과는 평범한 친구로서 생각하고 있다.
과거편(1986년)에서는 라몬과 함께 일자리를 전전하면서 생활하고 있었다. 자신의 일족을 멸망시킨 팡가이아에 대해 깊은 원한을 갖고 있다. 어떻게든 프랑켄족을 부흥시키기 위해 여성에게 다가가 보려고 해보지만, 곧바로 차여서 홧김에 그 여성의 라이프에너지를 흡수해버리기 때문에, 라몬처럼 일족 부흥에 대해서는 소극적. 가루루(지로), 오토야와 함께 미팅을 한 적이 있는데, 처음 만난 여자한테 대뜸 내 아를 낳아도 뉘앙스의 말을 했다.(...)
배우인 타키가와 에이지는 극장판 초 가면 라이더 덴오 & 디케이드에서도 본인이 게스트 출현.이때는 시공의 분열로 인해 날아온 킨타로스가 빙의되어 있었다. 빙의 풀리고 나서 하는 짓마저 개그일색,류타로스가 먹다가 상에다가 엎은 쌀을 먹겠답시고 상을 통째로 들어서 먹으려다가 지로(가루루)와 라몬(밧샤)에게 저지당했다.

## 팡가이아
이토야 료/스파이더 팡가이아
연기자-소토(현:나카노 유우타) (한국성우:백승철)
거미모습을 한 팡가이아로, 인간의 모습은 장발의 남자. 과거 파트에선 자신을 쓰러뜨리려고 한 유리에게 홀딱 반해서 자신의 신부로 하기 위해서 집요하게 접근해서 노렸다. 의기양양한 어조와 익살꾼과 같은 과장된 동작으로 소란피우는 광인으로, 자신의 목적이외에는 일체 흥미는 가지지 않는다. 현대에 이르기까지 생존, 다음에는 유리의 딸인 메구미를 유리라고 깊이 생각하고, 다시 신부로 하려고 한다. 그것 때문에 체크메이트포 비숍한테 현대의 체크메이트포 퀸인 스즈키 미오의 힘을 각성시키기 위한 제물로 이용되기도 했다. 비숍이 시키는대로 스즈키 미오를 습격하려다가 와타루에게 위해를 가한 모습을 보고 분노한 미오에게 겁을먹고 도망치다가 갑자기 나타난 황금의 키바(와타루)에게 엠페러 가루루 하울링 슬래쉬에 맞아 반토막나 죽고 만다.